# Тумашев, Михаил Васильевич
Михаил Васильевич Тумашев (8 ноября 1903, Верхнеключевское, Пермская губерния — 1973, Воронеж) — советский военный деятель, участник подавления Зазейского восстания, боёв на Китайско-Восточной железной дороге, освободительного похода в Западную Белоруссию, советско-финляндской и Великой Отечественной войны, начальник Одесского Краснознамённого пехотного училища имени К. Е. Ворошилова (1942—1947), гвардии генерал-майор (1944).

## Биография
Михаил Тумашев родился 8 ноября 1903 года в селе Верхне-Ключевском Зырянской волости Камышловского уезда Пермской губернии, ныне село Верхнеключевское входит в Катайский муниципальный округ Курганской области.
В апреле 1921 года призван в Рабоче-крестьянскую Красную Армию.
В 1921 году поступил в военно-спортивную школу Свердловска. После окончания военно-спортивной школы зачислен на 21-е Сибирские командные курсы, затем переведён учиться в город Петергоф на 5-е Петергофские курсы Красных командиров. После их окончания был назначен командиром взвода, затем — роты 5-го Амурского стрелкового полка. Участник подавления контрреволюционного Зазейского восстания амурских казаков в январе — феврале 1924 года.

### Межвоенный период
В 1927 году учился на Военно-химических курсах в Москве.
В 1929 году вступил в ВКП(б), с 1952 года партия переименована в КПСС.
Во время конфликта на Китайско-Восточной железной дороге (1929 год) М. В. Тумашев был направлен командиром роты в состав 4-го Волочаевского полка. После боев был выдвинут на должность командира отдельного горно-стрелкового батальона. За успехи в боевой подготовке, достигнутые его подчинёнными, командир был награждён именными часами от Наркома Обороны СССР К. Е. Ворошилова.
В 1939 году, будучи командиром 725-го стрелкового полка (113-я стрелковая дивизия), подполковник М. В. Тумашев участвовал в освободительном походе в Западную Белоруссию, после чего его полк был передислоцирован в район Ленинграда и вскоре принял участие в боях с белофиннами на Выборгском направлении, в штурме островов Туркин-Сари (ныне Овчинный остров), Пиени-Неула-Сари (ныне Малый Игольчатый остров), ныне оба острова входят в Селезнёвское сельское поселение Выборгского района Ленинградской области.
За успехи в прорыве обороны противника и умелое действие по взятию островов Михаилу Васильевичу Михайловичу Тумашеву было присвоено звание «полковник», он был награждён орденом Красного Знамени.

### Великая Отечественная война
С первых дней Отечественной войны полковник Тумашев участвовал в боях, командуя по-прежнему 725-м стрелковым полком. В первые часы войны его полк пострадал от внезапных воздушных налётов и огня артиллерии. Тем не менее, личному составу полка, в отличие от многих других частей, разбитых в самом начале немецкого наступления, удалось отойти в полосу действий 49-й стрелковой дивизии.
В боях на подступах к Москве полковник М. В. Тумашев был командиром 288-м стрелкового полка 64-й стрелковой дивизии. После тяжелейших боев под Ярцево и Духовщиной дивизия стала 7-й гвардейской, а полк, который возглавлял М. В. Тумашев, стал 26-м гвардейским стрелковым полком. Сам командир был удостоен второго ордена Красного Знамени.
Вскоре полковник М. В. Тумашев был назначен командиром 7-й гвардейской дивизии, переброшенной на защиту Москвы и усиленной артиллерийскими и танковыми частями. Части дивизии были подчинены командующему 49-й армией генерал-лейтенанту Ивану Григорьевичу Захаркину. Его дивизия участвовала в тяжёлых наступательных боях на Алексинском направлении. Во время боёв гвардии полковник М. В. Тумашев был 16 ноября 1941 года тяжело ранен и контужен. Это было его пятое ранение: у М. В. Тумашева было множественное осколочное ранение шеи и плеча, кисти руки; лопнули ушные перепонки. В результате ранения и контузии он вынужден был в течение нескольких месяцев проходить лечение и реабилитацию в госпитале — впервые за все годы службы.

### Начальник Одесского пехотного училища
По выздоровлении осенью 1942 года полковник Тумашев был назначен начальником Одесского пехотного училища, которое дислоцировалось тогда в городе Уральске Казахской ССР. Здесь он сумел проявить себя как умелый организатор и воспитатель. За выдающиеся успехи в подготовке офицерских кадров Постановлением Совета Народных Комиссаров от 2 ноября 1944 года Михаилу Васильевичу было присвоено звание «генерал-майор» (2 ноября 1944 г.), он был удостоен третьего ордена Красного Знамени.
На новой должности генерал М. В. Тумашев уделял много внимания обучению будущих командиров ведению наступательных боёв. На специально построенных узлах обороны курсанты обучались атаковать укреплённые районы, населённые пункты и пр. При М. В. Тумашеве были введены в практику отрядные учения, в ходе которых курсанты отрабатывали и закрепляли навыки управления боем.
15 апреля 1944 года в связи с 25-летним юбилеем училище, которым руководил М. В. Тумашев, было награждено орденом Красного Знамени. Так были отмечены выдающиеся успехи учебного заведения в подготовке офицерских кадров. Ряд офицеров был отмечен орденами и медалями.

### Послевоенный период
В 1945 году генерал-майор М. В. Тумашев был назначен военным комиссаром Казахской ССР, пробыв в этой должности до августа 1947 года.
Затем служил военным комиссаром Красноярского края. Последние годы перед уходом в отставку был заместителем начальника штаба Забайкальского военного округа по организационно-мобилизационным вопросам, начальником мобилизационного управления.
Генерал-майор Тумашев активно участвовал в общественной жизни по месту службы. Он избирался членом Уральского горкома Коммунистической партии (большевиков) Казахстана, депутатом ряда Советов народных депутатов.
В 1973 году переехал в город Воронеж Воронежской области, проживал по адресу ул. Плехановская, д. 42, кв. 11.
Михаил Васильевич Тумашев умер в 1973 или в 1974 году.

## Награды
- Орден Ленина, 6 мая 1946 года
- Орден Красного Знамени, четырежды: 23 марта 1940 года, 7 января 1942 года[10], 3 ноября 1944 года[11], 19 ноября 1951 года
- Орден Отечественной войны I степени, 22 февраля 1944 года[12][13]
- Медали, в том числе
  - Медаль «За оборону Москвы»
  - Медаль «За победу над Германией в Великой Отечественной войне 1941—1945 гг.», 25 сентября 1945 года[14][15][16]
- Именные часы, 1930 год